# Eliea articulata
Eliaea es un género monotípico de plantas fanerógamas perteneciente a la familia Hypericaceae. Su única especie: Eliea articulata, es originaria de Madagascar.

## Descripción
Es un arbusto,o pequeño árbol que se encuentra en lugares húmedos; pastizales, praderas arboladas, matorrales, bosques, cernana a los humedales de agua dulce, y dunas a una altitud de 0-499 m, 500-1499 metros. Es endémica de Madagascar.

## Taxonomía
Eliea articulata fue descrita por  (Lam.) Jacques Cambessèdes y publicado en Annales des Sciences Naturelles (Paris) 20: 401. 1830.
Variedades aceptadas
- Eliea articulata subsp. brevistyla (Drake) H.Perrier

Sinonimia
- Eliea majorifolia Hochr.
- Hypericum articulatum Lam.[3]